# Asarcopus phaedo
Asarcopus phaedo är en insektsart som beskrevs av Ronald Gordon Fennah 1967. Asarcopus phaedo ingår i släktet Asarcopus och familjen Caliscelidae.
Artens utbredningsområde är Lesotho. Inga underarter finns listade i Catalogue of Life.